# Polyandria

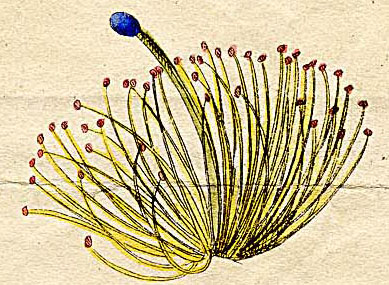
Polyandria

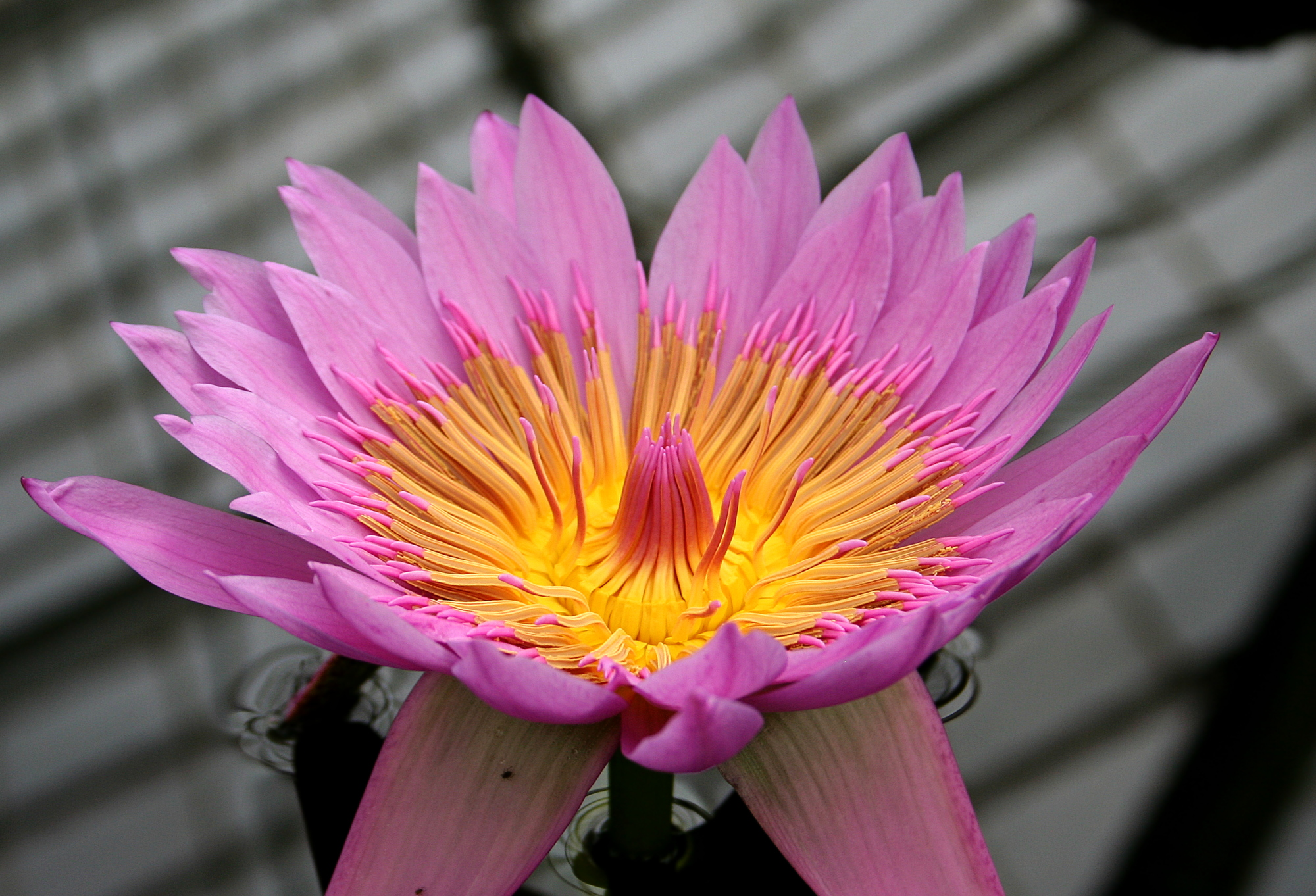
Nymphaea.

Em botânica, polyandria  é uma classe de plantas segundo o sistema de Linné.  Apresentam flores hermafroditas com vinte ou mais estames iguais inseridos no receptáculo.
As ordens e os gêneros que constituem esta classe são:
Ordem 1. Monogynia (com um pistilo)
Gêneros: Marcgravia, Morisonia, Breynia, Capparis, Actaea, Bocconia, Sanguinaria, Podophyllum, Chelidonium, Papaver, Argemone, Muntingia, Cambogia, Clusia, Sarracenia, Nymphaea, Bombax, Bixa, Sloanea, Mammea, Ochna, Chrysobalanus, Calophyllum, Tilia, Microcos, Elaeocarpus, Delima, Mesua, Vateria, Thea, Caryophyllus, Mentzelia, Plinia, Mimosa, Cistus, Corchorus
Ordem 2. Digynia (com dois pistilos)
Gêneros: Paeonia, Calligonum
Ordem 3. Trigynia (com três pistilos) 
Gêneros: Delphinium, Aconitum
Ordem 4. Tetragynia (com quatro pistilos)
Gêneros: Tetracera
Ordem 5. Pentagynia (com cinco pistilos)
Gêneros: Aquilegia, Nigella
Ordem 6. Hexagynia (com seis pistilos)
Gêneros: Stratiotes
Ordem 7. Polygynia (com grande número de pistilos) 
Gêneros: Dillenia, Liriodendron, Magnolia, Michelia, Uvaria, Annona, Anemone, Atragene, Clematis, Thalictrum, Adonis, Ranunculus, Trollius, Isopyrum, Helleborus, Caltha

## Ordem polyandria
No mesmo sistema de classificação polyandria é uma ordem das classes Monadelphia, Polyadelphia,  Monoecia, Dioecia e Gynandria.